# Parapistocalamus hedigeri
Parapistocalamus hedigeri es una especie de serpientes venenosas de la familia Elapidae y del género monotípico Parapistocalamus.

## Distribución geográfica
Es endémica de la isla Bougainville (Papúa Nueva Guinea).